# جون ويليام هندرسون أندروود
جون ويليام هندرسون أندروود (بالإنجليزية: John W. H. Underwood)‏ هو قاضي ومحامي وسياسي أمريكي، ولد في 20 نوفمبر 1816، وتوفي في 18 يوليو 1888. حزبياً، نشط في الحزب الديمقراطي. وقد انتخب عضو مجلس النواب الأمريكي.